# Chevrolet Sprint
La Sprint è un'autovettura subcompact prodotta dalla Chevrolet dal 1984 al 1988.

## Storia
La Chevrolet Sprint era sostanzialmente una versione modificata della Suzuki Swift. Alla fine del 1985, alla carrozzeria hatchback a tre porte, fu aggiunta quella a cinque porte.
La vettura venne dotata di un motore a tre cilindri che poteva avere una cilindrata di 1 L o di 1,3 L. Questo propulsore era in grado di erogare, rispettivamente, 48 CV o 79 CV di potenza. La Sprint era il modello di autovettura che consumava meno carburante sul mercato nordamericano. Dall'autunno del 1988, il modello fu rinominato Geo Metro.